# Lensa
Lensa és una borsa de treball en línia amb una seu als Estats Units fundada el 2015 per Gergo Vari.
Va ser fundada el 2015 per Gergo Vari. El 2016, Lensa va llançar una oficina a San Francisco, Califòrnia. El 2020, Lensa va superar els 10 milions d'inscripcions de demandants d'ocupació el 2019.
La plataforma de Lensa permet als candidats jugar a jocs d'ordinador que avaluen el seu estil de treball. Lensa utilitza algoritmes d'aprenentatge automàtic complexos per identificar les habilitats dures i suaus que faran que una persona tingui èxit en un treball. El joc posa l'usuari en una situació crítica per resoldre un problema que es va produir, mentre la pregunta en si mateixa està mal definida i sense que s'ofereixi cap instrucció.
Lensa se centra a permetre als sol·licitants d'ocupació trobar les feines adequades en funció de les seves habilitats i estil de treball amb l'ajut d'IA.